# Pterodontia aerivaga
Pterodontia aerivaga är en tvåvingeart som beskrevs av Seguy 1962. Pterodontia aerivaga ingår i släktet Pterodontia och familjen kulflugor.
Artens utbredningsområde är Etiopien. Inga underarter finns listade i Catalogue of Life.